# Pátera ibera de Perotito
La pátera ibera de Perotito es una pátera de plata elaborada por los íberos, que data de entre los años 300 a. C.-1 a. C., cuyo hallazgo se produjo en una finca conocida como Perotito, situada en Santisteban del Puerto, municipio español de la provincia de Jaén, Andalucía, situado en la comarca del Condado. La pieza se expone de forma permanente en el Museo Arqueológico Nacional de Madrid, con el número de inventario 1917/39/1.

## Simbología
Se trata de una pátera, plato de poco fondo que se usaba en ceremonias y ritos religiosos de la Antigüedad, como la libación, y que iconograficamente reúne elementos helenísticos e iberos.

## Descripción

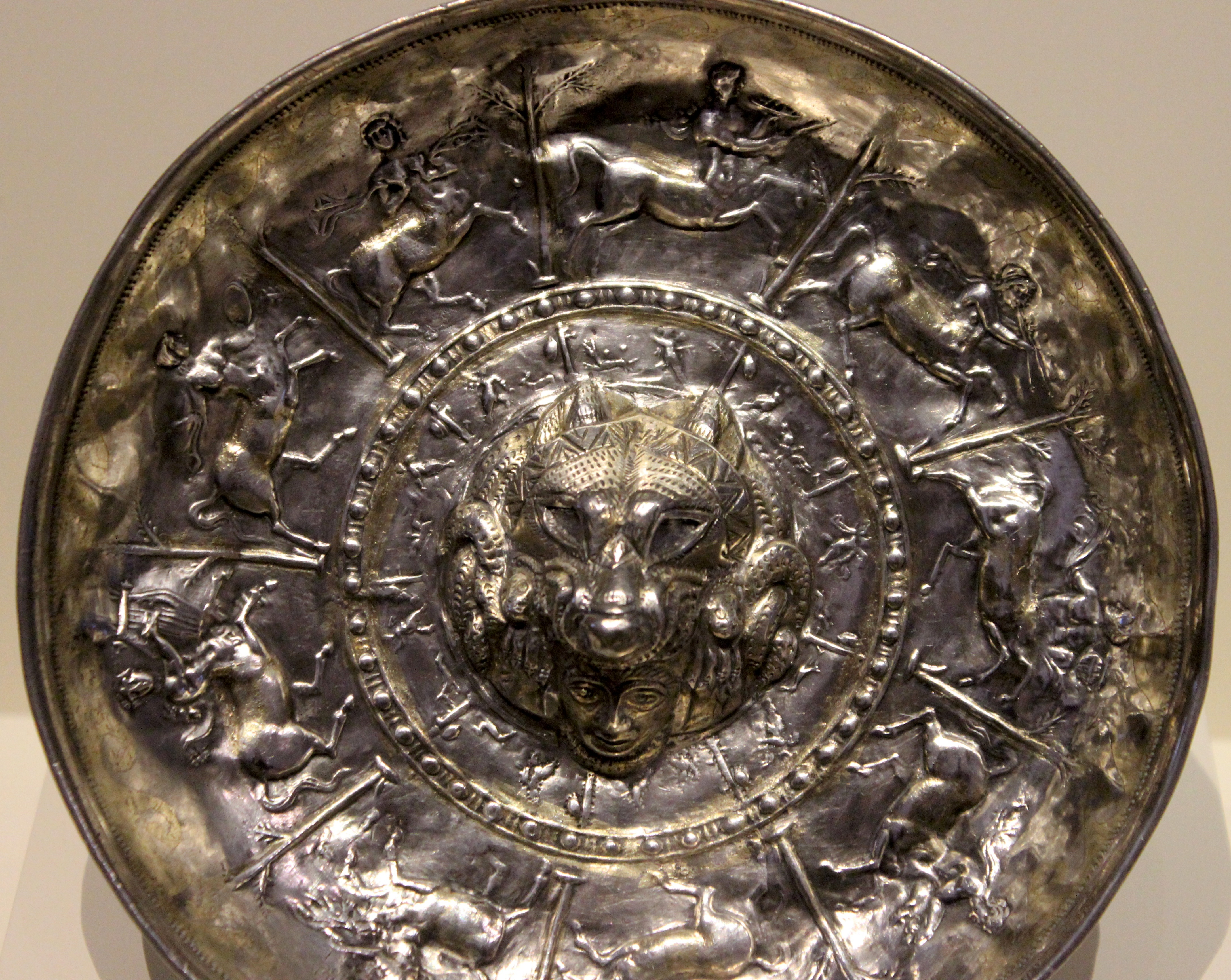
Detalle de la Pátera ibera de Perotito.

Esta pátera forma parte de un conjunto formado por varios recipientes. Está realizada a partir de una lámina de plata, martilleada desde la parte del reverso, para conseguir la decoración, es posible que el artesano que la fabricó tuviera un modelo de una pieza importada.
El medallón central representa una cabeza de lobo con la boca abierta devorando una cabeza humana rodeado por serpientes, este tema tiene paralelos con piezas de Tivisa y Màquiz y son de influencia principalmente ibera. Alrededor tiene dos frisos, uno con escenas de caza y con una separación realizada con una orla de puntos del otro friso que presenta una procesión de centauros, llevando instrumentos musicales, distribuidos en nueve partes, esta decoración tiene influencia helenística. El filo que bordea la pátera y algunos resaltes de las figuras están dorados.

## Características
- Forma: pátera.
- Material: plata.
- Contexto/Estilo: Edad del Hierro II, Ibérico.
- Técnica: Repujado y grabado.[1]
- Iconografía: Escena de caza, lobo, centauro.
- Altura: 2,8 centímetros.
- Diámetro: 17,2 centímetros.
- Peso: 194,74 gramos.